# Anti-Defamation League

ADL logo (2018)

De Anti-Defamation League (ADL) is een joodse internationale niet-gouvernementele organisatie gevestigd in de Verenigde Staten.

## Geschiedenis
De organisatie werd opgericht in 1913 door B'nai B'rith, de oudste joodse serviceclub in de wereld. Sigmund Livingston was medeoprichter en werd de eerste voorzitter. Volgens het charter luidt haar doel als volgt :
Het onmiddellijke doel van de liga is om, door beroep te doen op rede en geweten,en, desnoods, door rechtsmiddelen, de beledigingen aan het joodse volk te stoppen. Haar uiteindelijke doel is te zorgen voor een rechtvaardige en eerlijke behandeling van alle burgers en om voor eens en altijd een einde te maken aan de onrechtvaardige discriminatie en het belasteren van iedere te onderscheiden groep burgers.
De Anti-Defamation League werd opgericht na gewelddaden tegen joodse mensen.

## Doelen
De ADL stelt zich tot doel antisemitisme en onverdraagzaamheid te bestrijden, de wortels van haat te onderzoeken, internationaal terrorisme te verhinderen, slachtoffers van onverdraagzaamheid te helpen, educatieve programma's te ontwikkelen voor media, overheid, politionele instanties en de bevolking. Dit met doel haat tegen te gaan en te verminderen.
Doorheen de geschiedenis heeft de ADL zich verzet tegen groepen en individuen die ze als antisemitisch of racistisch beschouwd : nazi's, de Ku Klux Klan, Henry Ford, vader Charles Edward Coughlin, de beweging Christian Identity, het neonazisme, ... De ADL onderzoekt antisemitische en racistische incidenten, aanslagen en verenigingen. Ze maakt en publiceert er rapporten over.
De ADL stelt dat sommige vormen van antizionisme en kritiek op Israël de grens met antisemitisme overschrijden. Ze zegt hierover :
Kritiek op specifieke Israëlische maatregelen of beleidslijnen hoeven op zich niet antisemitisch te zijn. Net als elk land in de wereld kan de soevereine staat Israël rechtmatig worden bekritiseerd. Het is echter onmiskenbaar dat er mensen zijn wier kritiek op Israël of op het "zionisme" wordt gebruikt om antisemitisme te maskeren.
De ADL reikt zijn Courage to Care Award uit om redders van joden tijdens de holocaust te eren. Ze is van mening dat het uitermate belangrijk is de herinnering aan de holocaust in leven te houden om te voorkomen dat een dergelijke gebeurtenis zich ooit weer voordoet.

## Delegitimering op Wikipedia
In 2024 besloten de Wikipedia redacteuren om de Anti-Defamation League "over het algemeen onbetrouwbaar" te verklaren over het Israëlisch-Palestijnse conflict, en het toe te voegen aan een lijst van verboden en gedeeltelijk verboden bronnen. Een overweldigende meerderheid van de redacteuren die betrokken waren bij het debat over de ADL stemden ook om de organisatie onbetrouwbaar te achten op het gebied van antisemitisme, haar kernfocus.
Begin 2025 maakte de arbitragecommissie van Wikipedia bekend, dat het disciplinaire maatregelen tegen meerdere redacteuren heeft genomen in het kielzog van een enorme inspanning van anti-Israëlische redacteuren om verkeerde informatie en haat over het platform te verspreiden. Jonathan Greenblatt, CEO en nationaal directeur van ADL, stelde in een verklaring dat door deze redacteuren onnoemelijke schade is toegebracht aan mogelijk honderden inzendingen over Israël, het bloedbad van 7 oktober, zionisme en onderwerpen met betrekking tot antisemitisme, en riep Wikipedia op de schade voor zover mogelijk ongedaan te maken. 